# Отакар Ножирж
Отакар Ножирж (чеськ. Otakar Nožíř, 12 березня 1917, Гавличкув-Брод — 2 вересня 2006, Оломоуць) — чехословацький футболіст, що грав на позиції півзахисника, зокрема, за клуб «Славія», а також національну збірну Чехословаччини.

## Клубна кар'єра
У дорослому футболі дебютував 1936 року виступами за команду клубу «Славія».
1941 року перейшов до складу «Оломоуца».
Своєю грою за цю команду привернув увагу представників тренерського штабу клубу «Славія», до складу якого знову приєднався 1944 року, але рік потому повернувся до лав «Оломоуца». Завершив професійну ігрову кар'єру у 1954 році.

## Виступи за збірну
1946 року дебютував в офіційних матчах у складі національної збірної Чехословаччини. Протягом кар'єри у національній команді провів у її формі 2 товариські матчі.
Був присутній в заявці збірної на чемпіонаті світу 1938 року у Франції, але на поле не виходив.
Помер 2 вересня 2006 року на 90-му році життя у місті Оломоуць.